# Stade Enzo-Blasone
Le Stade Enzo Blasone (en italien : Stadio Enzo Blasone), également connu sous le nom de Stade communal Enzo Blasone (en italien : Stadio comunale Enzo Blasone) et auparavant connu sous le nom de Stade Santo Pietro (en italien : Stadio Santo Pietro), est un stade de football italien situé dans la ville de Foligno, en Ombrie.
Le stade, doté de 5 650 places et inauguré en 1983, sert d'enceinte à domicile à l'équipe de football du Foligno Calcio.

## Histoire
Le stade ouvre ses portes en 1983 (construit pour la promotion du Foligno Calcio en Serie C2 en 1981-82) sous le nom de Stade Santo Pietro, du nom du quartier de Foligno dans lequel le stade est situé.
Il est inauguré le 8 juin 1983 lors d'une défaite 6-0 en match amical des locaux du Foligno Calcio contre les belges du RSC Anderlecht.
Il change ensuite de nom en hommage à Enzo Blasone, ancien joueur et entraîneur local.
Il est de par sa taille le 3e plus grand stade de la province d'Ombrie.